# Bosc-Hyons
Bosc-Hyons ist eine französische Gemeinde mit 420 Einwohnern (Stand 1. Januar 2022) im Département Seine-Maritime in der Region Normandie. Sie gehört zum Arrondissement Dieppe und zum Kanton Gournay-en-Bray. Die Einwohner werden Boshionnais genannt.

## Bevölkerungsentwicklung
| Jahr      | 1962 | 1968 | 1975 | 1982 | 1990 | 1999 | 2007 | 2014 |
| Einwohner | 245  | 187  | 216  | 225  | 287  | 311  | 367  | 447  |

## Sehenswürdigkeiten
- Kirche Saint-Michel aus dem 12. Jahrhundert
- Kalvarienberg aus dem 16. Jahrhundert
- Herrenhaus Buc aus dem 16. Jahrhundert